# نوک‌اردکی
نوک‌اُردَکی یا اُرنی‌تُرَنگ یا پلاتی‌پوس (به انگلیسی: Platypus)، جانوری است پستاندار از ردهٔ پستانداران، راستهٔ تک‌سوراخ‌سانان (Monotremata) و خانوادهٔ نوک‌اردکیان (Ornithorhynchidae) که در جنوب خاوری استرالیا و جزیرهٔ تاسمانی در کنار نهرها و رودها زندگی می‌کند. درازای این جانور از نوک تا دم به ۵۰ تا ۶۰ سانتی‌متر می‌رسد. وزنش یک تا دو کیلوگرم است. بدنش پوشیده از موی کوتاه، نرم و قهوه‌ای‌رنگ و دمی پهن دارد. نوک پهن و به‌شکل نوک مرغابی است. لبهٔ جلویی نوک این جانور دارای عصب‌های حساسی است که در یافتن غذا به جانور کمک می‌کند. غذای نوک‌اردکی شامل کرم‌ها، حشره‌ها، نرم‌تنان، خرچنگ‌های ریز و برخی دیگر از جانوران آبزی است.
این جانور نوکی شبیه به نوک اردک دارد و به همین دلیل، نوک‌اردکی نامیده می‌شود. دارای پاهای پره‌دار است و تخم نیز می‌گذارد؛ ولی با همه این ویژگی‌ها با اردک خویشاوندی ندارد چون پرنده نیست، زیرا به‌جای دو پا، چهار پا، و به‌جای پر، مو دارد. نوک‌اردکی در حالت وحشی فقط در استرالیا و جزیرهٔ تاسمانی یافت می‌شود. سال‌ها بود که حتی در باغ وحش‌های کشورهای دیگر نیز پیدا نمی‌شد. نوک‌اردکی جانوری گوشه‌گیر است و نگهداری و مراقبت از آن آسان نیست. برخی از نخستین ماندگاران در استرالیا، پوست چند تا از آن‌ها را برای دانشمندان انگلستان فرستادند. دانشمندان ابتدا خیال کردند که این ماندگاران به‌قصد شوخی نوک پرنده‌ای را به پوست پستانداری وصل کرده‌اند. در استرالیا زمانی پیش از حال حاضر، تعداد نوک‌اردکی‌ها زیاد بود اما بسیاری از آن‌ها را به خاطر پوستشان کشته شدند. اکنون قوانینی برای حفاظت آن‌ها وضع شده‌است. نوک‌اردکی بیشتر وقت خود را در آب به سر می‌برد و شناگر و غواص توانمندی است. از کرم و خرچنگ خاردار و سایر جانوران کوچک تغذیه می‌کند. آن‌ها بر کناره‌های رودها و جویبارهایی که در آنجا زندگی می‌کنند، دالان‌های درازی برای لانهٔ خود حفر می‌کنند. نوک‌اردکیِ ماده هر بار فقط یک یا دو تخم می‌گذارد. با آنکه تقریباً ۶۰ سانتی‌متر طول دارد، تخمش بسیار کوچک است و از دو و نیم سانتیمتر درازتر نیست. البته نوزادی که از تخم بیرون می‌آید، کوچک است؛ ولی با سرعت زیاد رشد می‌کنند و مانند نوزاد سایر پستانداران از پستان مادر شیر می‌خورند. زمانی که نوزادان خیلی کوچکند، مادر در زمان شیر دادن آنها را با دمش بی‌حرکت نگه می‌دارد.
نوک‌اردکی بالغ دندان ندارد و غذایش را به‌کمک نوک سفتش خرد می‌کند و می‌خورد. نوک‌اردکی نر بزرگ‌تر از نوک‌اردکی ماده است و پاهای عقبی آن هر کدام یک خار دارند که به یک کیسهٔ زهر متصل است. نوک‌اردکی ماده در بهار یک تا سه تخم می‌گذارد، قطر هر تخم ۲ سانتی‌متر است و پوستی سفید و چرم‌مانند دارد. حیوان ماده معمولاً ۷ تا ۱۰ روز روی تخم‌ها می‌خوابد. نوزاد نوک‌اردکی به‌کمک دندانی که در فک بالا دارد، پوستهٔ تخم را پاره می‌کند. برهنه و نابینا و ناتوان زاده می‌شوند و سه سانتی‌متر طول دارد و از شیری که از سوراخ‌های شکم مادر تراوش می‌شود، تغذیه می‌کند. عمر نوک‌اردکی‌ها حدود ۱۰ سال است. چنگال‌ها در پاهای عقبی مجهز به زهری هستند که در صورت برخورد اثر دردناکی دارند. این جانور مانند موش کور، در تونل‌هایی که می‌کند زندگی می‌کند، با این تفاوت که یک سوی این تونل‌ها به آب منتهی می‌شود. دو یا سه تخم را در انتهای لانه می‌گذارد که چسبناک و نرم هستند. نوزادان پس از خروج از تخم، با لیس زدن خز مادر شیری را که از آن تراوش می‌شود می‌خورند. در طول تکامل جانوران بسیاری از مهره‌داران معدهٔ خود را از دست داده‌اند. نوک اردکی یا پلاتیپوس نیز معده ندارد، و نزدیک‌ترین خویشاوندانش، اکیدنهٔ خاردار، نیز معده ندارد.
نوک‌اردکی چشمانی تیزبین دارد، اما آن‌ها را فقط زمانی که در خشکی یا روی آب است، باز می‌کند. این جانور در زیر آب به حس لامسه‌اش یا حس ویژه‌ای که به‌کمک آن پالس‌های ضعیفِ الکتریکیِ ساطع‌شده از صید را ردیابی می‌کند، تکیه دارد.

## کد ژنتیکی

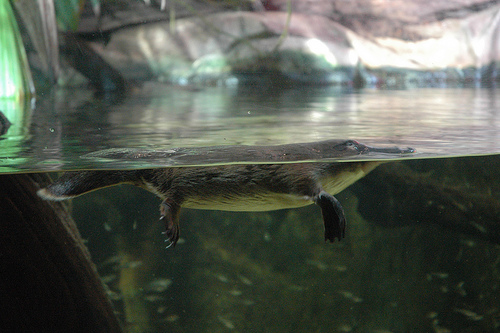
پلاتی‌پوس درحال شنا در اکواریوم سیدنی

این جانور متعلق به یکی از شاخه‌های اولیهٔ خانوادهٔ پستانداران است و مانند آن‌ها پوشیده از خز (کرک) است و شیر می‌دهد، با این حال مانند خزندگان و پرندگان تخم می‌گذارد. پژوهشگران می‌گویند که این ترکیب منحصربه‌فرد از ویژگی‌های ناهمگون، در دی‌ان‌ای نوک‌اردکی نیز دیده می‌شود.
|  | Platypus  |
|  |           |
|  | مورچه‌خورک |
|  |           |

|                               | کیسه‌داران |
|                               |           |
| جفت‌داران راستین true placenta | جفت‌داران  |
|                               | جفت‌داران  |

|  | Platypus  |
|  |           |
|  | مورچه‌خورک |
|  |           |

|                               | کیسه‌داران |
|                               |           |
| جفت‌داران راستین true placenta | جفت‌داران  |
|                               | جفت‌داران  |